# 聖マーガレット教会 (香港)

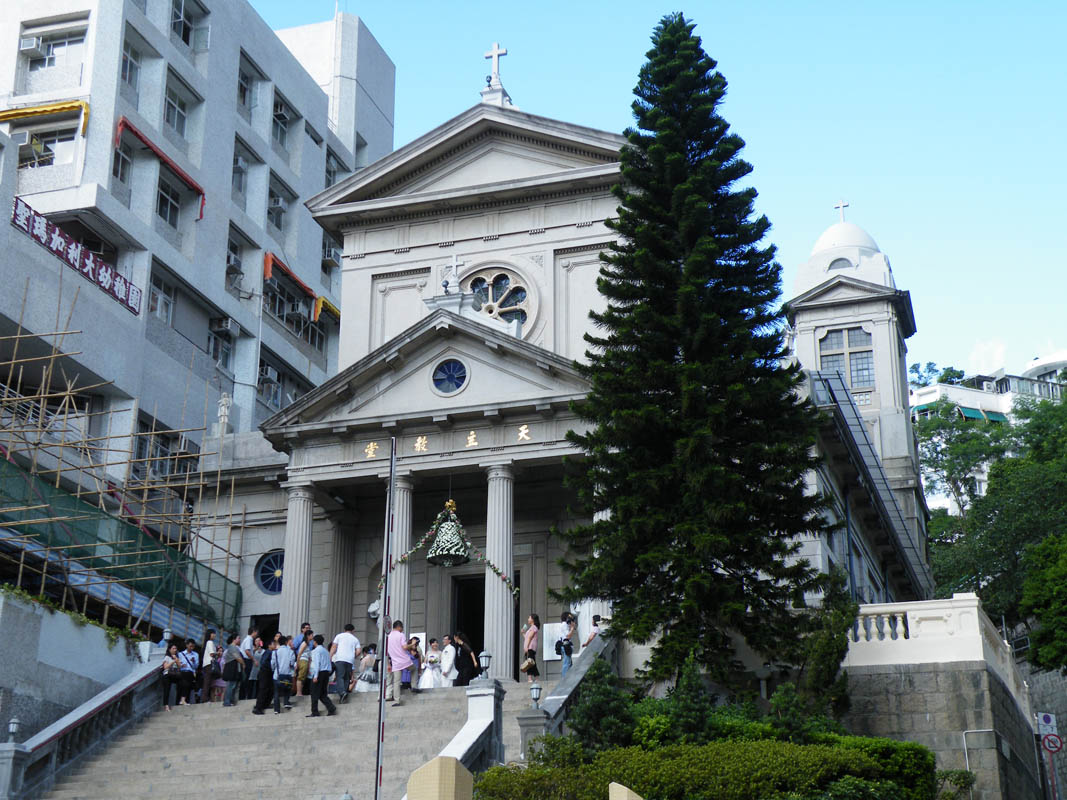
聖マーガレット教会

聖マーガレット教会（せいマーガレットきょうかい、中国語: 聖瑪加利大堂、英語: St. Margaret's Church）は香港にあるカトリック教会である。極東初のマルグリット・マリー・アラコクで命名した教会であり、主保聖人もマルグリット・マリー・アラコクである。香港島湾仔区跑馬地楽活道2A号に位置する。ミラノ宣教会によって設立した教会であり、1923年2月3日から工事を開始し、1925年1月25日に祝聖され、オープンした。教会建築はネオ・クラシック様式の建物であり、2010年12月21日に香港一級歴史建築に登録されている。
映画のロケ地として利用されたことがある。